# Psychotria tripedunculata
Psychotria tripedunculata är en måreväxtart som beskrevs av Seymour Hans Sohmer. Psychotria tripedunculata ingår i släktet Psychotria och familjen måreväxter. Inga underarter finns listade i Catalogue of Life.